# Le Braquage du siècle
Pour plus de détails, voir Fiche technique et Distribution.
Le Braquage du siècle (El robo del siglo) est un film argentin réalisé par Ariel Winograd, sorti en 2020 et en 2021 en France.

## Fiche technique
- Titre : Le Braquage du siècle
- Titre original : El robo del siglo
- Réalisation : Ariel Winograd
- Scénario : Alex Zito et Fernando Araujo
- Musique : Dario Eskenazi
- Photographie : Félix Monti
- Montage : Pablo Barbieri Carrera
- Production :
- Société de production :AZ Films, MarVista Entertainment et Telefe
- Pays :  Argentine
- Genre : Comédie et Film policier
- Durée : 114 minutes
- Dates de sortie : 
  - Argentine : 16 janvier 2020
  - Suisse : 22 avril 2021
  - France : 8 septembre 2021

## Distribution
- Guillermo Francella : Mario Vitette Sellanes
- Diego Peretti : Fernando Araujo
- Pablo Rago : Sebastián García Bolster dit El Marciano
- Luis Luque : Miguel Sileo
- Rafael Ferro : Alberto de la Torre dit Beto
- Juan Alari : El Gaita
- Mariano Argento : Debauza dit El Doc
- Magela Zanotta : La Turca, épouse de la Torre
- Johanna Francella : Lucía Vitette Sellanes